# Russia ai Giochi della XXVII Olimpiade
La Russia partecipò ai Giochi della XXVII Olimpiade, svoltisi a Sydney, Australia, dal 15 settembre al 1º ottobre 2000, con una delegazione di 435 atleti impegnati in trenta discipline.

## Medaglie
| Medaglia | Atleta | Sport      | Evento           |
| -------- | ------ | ---------- | ---------------- |
| Argento  | Russia | Pallanuoto | Torneo maschile  |
| Bronzo   | Russia | Pallanuoto | Torneo femminile |

## Risultati

### Pallacanestro
- Uomini

| Atleta | Classifica |
| --- | ---------- |
| V · D · M Nazionale russa - Pallacanestro ai Giochi della XXVII Olimpiade - Torneo maschile 4 Čikalkin · 5 Kubrakov · 6 Bašminov · 7 Kisurin · 8 Morgunov · 9 Bazarevič · 10 E. Pašutin · 11 Z. Pašutin · 12 Fetisov · 13 Kirilenko · 14 Panov · 15 Avleev · All. Stanislav Erëmin | 8°         |
| Nazionale russa - Pallacanestro ai Giochi della XXVII Olimpiade - Torneo maschile |            |
| 4 Čikalkin · 5 Kubrakov · 6 Bašminov · 7 Kisurin · 8 Morgunov · 9 Bazarevič · 10 E. Pašutin · 11 Z. Pašutin · 12 Fetisov · 13 Kirilenko · 14 Panov · 15 Avleev · All. Stanislav Erëmin                                                                                             |            |

- Donne

| Atleta | Classifica |
| --- | ---------- |
| V · D · M Nazionale russa - Pallacanestro ai Giochi della XXVII Olimpiade - Torneo femminile 4 Nikonova · 5 Pšikova · 6 Kušč · 7 Artešina · 8 Abrosimova · 9 Skopa · 10 Chudašova · 11 Stepanova · 12 Sumnikova · 13 Šakirova · 14 Zasul'skaja · 15 Archipova · All. Evgenij Gomel'skij | 6°         |
| Nazionale russa - Pallacanestro ai Giochi della XXVII Olimpiade - Torneo femminile |            |
| 4 Nikonova · 5 Pšikova · 6 Kušč · 7 Artešina · 8 Abrosimova · 9 Skopa · 10 Chudašova · 11 Stepanova · 12 Sumnikova · 13 Šakirova · 14 Zasul'skaja · 15 Archipova · All. Evgenij Gomel'skij                                                                                              |            |

### Pallanuoto
- Uomini

| Atleta | Classifica |                   |
| --- | --- | ----------------- |
| V · D · M Nazionale maschile russa di pallanuoto · Giochi olimpici - Sydney 2000 Zinnurov · Stratan · Chomakhidze · Zakirov · Kozlov · Maksimov · Rekečinskij · Garbuzov · Gorškov · Jacev · Balašov · Dugin · Eryšov · CT : Aleksandr Kabanov | Argento |                   |
| Nazionale maschile russa di pallanuoto · Giochi olimpici - Sydney 2000 | |                   |
| Zinnurov · Stratan · Chomakhidze · Zakirov · Kozlov · Maksimov · Rekečinskij · Garbuzov · Gorškov · Jacev · Balašov · Dugin · Eryšov · CT: Aleksandr Kabanov                                                                                   | Zinnurov · Stratan · Chomakhidze · Zakirov · Kozlov · Maksimov · Rekečinskij · Garbuzov · Gorškov · Jacev · Balašov · Dugin · Eryšov · CT: Aleksandr Kabanov | Russia (bandiera) |

- Donne

| Atleta | Classifica |                   |
| --- | --- | ----------------- |
| V · D · M Nazionale femminile russa di pallanuoto · Giochi olimpici - Sydney 2000 1 Akobija · 2 Rytova · 3 Tolkunova · 4 Anikeeva · 5 Kuzina · 6 Tokun · 7 Korolëva · 8 Smurova · 9 T. Petrova · 10 J. Petrova · 11 Konuch · 12 Vasil'eva · 13 Kutuzova · CT : Sergej Frolov | Bronzo |                   |
| Nazionale femminile russa di pallanuoto · Giochi olimpici - Sydney 2000 | |                   |
| 1 Akobija · 2 Rytova · 3 Tolkunova · 4 Anikeeva · 5 Kuzina · 6 Tokun · 7 Korolëva · 8 Smurova · 9 T. Petrova · 10 J. Petrova · 11 Konuch · 12 Vasil'eva · 13 Kutuzova · CT: Sergej Frolov                                                                                    | 1 Akobija · 2 Rytova · 3 Tolkunova · 4 Anikeeva · 5 Kuzina · 6 Tokun · 7 Korolëva · 8 Smurova · 9 T. Petrova · 10 J. Petrova · 11 Konuch · 12 Vasil'eva · 13 Kutuzova · CT: Sergej Frolov | Russia (bandiera) |